# Монастырская, Людмила Викторовна
Людми́ла Викто́ровна Монасты́рская (укр. Людмила Вікторівна Монастирська; род. 25 мая 1975) ― украинская оперная певица (сопрано). Заслуженная артистка Украины (2013). Народная артистка Украины (2017). Национальная легенда Украины (2025).

## Биография
Отца зовут Виктор Владимирович, маму — Валентина Ивановна.
Училась в Киевском музыкальном училище имени Глиера у Ивана Игнатьевича Паливоды. Окончила Киевскую консерваторию (ныне Национальная музыкальная академия Украины имени П. И. Чайковского) по классу вокала. Педагог — Диана Игнатьевна Петриненко. В 1997 году завоевала Гран-при на Международном музыкальном конкурсе имени Н. Лысенко.
Монастырская является солисткой Национальной оперы Украины. Народная артистка Украины. Лауреат Государственной премии имени Шевченко. Поёт ведущие партии в операх Верди «Аида», «Бал-Маскарад», «Макбет», «Дон Карлос», «Набукко», партию сопрано в «Реквиеме», Пуччини «Тоска», «Турандот».
Выступала на сцене Метрополитен-опера исполнив ведущую партию в спектакле «Аида», где её партнёром по сцене был Роберто Аланья, певший партию Радамеса. Для этой версии «Аиды» была организована прямая трансляция из театра Метрополитен по телевидению высокой чёткости для всего мира, в том числе на кинотеатры. По мнению газеты «„Комсомольская правда“ в Украине», Людмила Монастырская является лучшей исполнительницей партии «Аиды» в мире. Успехи украинской певицы были также отмечены Ольгой Бородиной в интервью для «Российской газеты».
Выступала на концерте, посвящённом 85-летию Галины Вишневской, в числе других знаменитых оперных певцов России и зарубежья на сцене московского Концертного зала им. Чайковского, и позднее в гала-концерте звёзд мировой оперы «Приношение Галине Вишневской».
С февраля 2012 года исполняет партии Аиды («Аида» Дж. Верди), Абигайль («Набукко» Дж. Верди), Сантуццы («Сельская честь» П. Масканьи) в спектаклях миланского театра «Ла Скала».
В 2013 году выступила в лондонском Королевском оперном театре «Ковент-Гарден» с партией Абигайль в опере Джузеппе Верди «Набукко», где её партнёрами были Лео Нуччи и Пласидо Доминго, по очереди исполнявшие партию Набукко. Спектакль был срежиссирован Даниэле Аббадо.
Еженедельная русская газета в Лондоне «Pulse UK» отметила, что певица «обладает великолепным, сильным, богатым и объемным от природы голосом, который позволил ей заполнить восхитительным звуком Королевский театр».

«Роскошный, огромный, невероятный по силе и яркости голос Монастырской заставил вспомнить о лучших временах оперы, когда большие, красивые и одновременно техничные голоса не были чем-то из ряда вон выходящим. Природа щедро одарила певицу, но и певица добавила к этому все по-серьезному — фундаментальное дыхание, истаивающие пианиссимо, абсолютная регистровая ровность и такая же абсолютная тесситурная свобода, мастерская акустическая проекция звука на зал и, наконец, проникающий в душу эмоциональный посыл»
— Еженедельная русская газета в Лондоне «Pulse UK» со ссылкой на публикацию А. Матусевича. OperaNews.ru, 2011 год.
21 августа 2020 года стала кавалером ордена княгини Ольги III степени.
В 2021 Людмила Монастырская вошла в топ-100 успешных женщин Украины по версии журнала Новое время.
30 апреля 2022 года украинская оперная певица Людмила Монастырская заменила  Анну Нетребко на сцене "Метрополитен-оперы" в главной партии в опере "Турандот" . На поклон звезда вышла, завернувшись в  государственный флаг Украины, а зрители встретили исполнительницу бурными овациями

## Личная жизнь
Воспитывает двоих детей — дочь Анну (1998 г. р.) и сына Андрея (1999 г. р.).